# 1131 Porzia

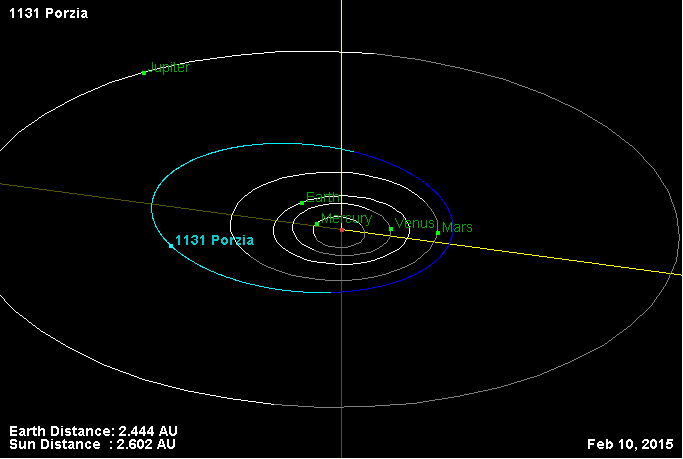
Órbita de 1131 Porzia.

Porzia é o asteroide número 1131, localizado no cinturão principal. Ele é um asteroide cruzador de Marte. Foi descoberto pelo astrônomo Karl Wilhelm Reinmuth do observatório de Heidelberg, em 10 de setembro de 1929. Sua designação alternativa é 1929 RO.